# Cestrum coriaceum
Cestrum coriaceum är en potatisväxtart som beskrevs av John Miers. Cestrum coriaceum ingår i släktet Cestrum och familjen potatisväxter. Inga underarter finns listade i Catalogue of Life.